# Kamenahalli, Alur
Kamenahalli là một làng thuộc tehsil Alur, huyện Hassan, bang Karnataka, Ấn Độ.